# Константин: Володар темряви
«Константин: Володар темряви» (англ. Constantine) — американський містичний трилер Френсіса Лоуренса за серією коміксів «Hellblazer».

## Сюжет
Джонові Константину вдалося не тільки побувати в пеклі, але й повернутися звідти. Народившись із неугодним самому собі талантом — здатністю розпізнавати покручів янголів і демонів, які блукають землею у вигляді людей, — Константин (Кіану Рівз) під тиском обставин намагається вкоротити собі віку, щоб тільки позбутися болісних бачень. Але невдало. Відроджений проти власної волі, він знову потрапляє у світ живих. Тепер, відзначений печаткою суїциду й діставши тимчасове право на життя, він патрулює кордон, який розділяє рай і пекло, марно сподіваючись знайти порятунок, подолавши земних ставлеників зла.

## У ролях
- Кіану Рівз — Джон Константин
- Рейчел Вайс — Анджела Додсон / Ізабел Додсон
- Шая Лабаф — Чес Креймер
- Джимон Гонсу — Міднайт
- Макс Бейкер — Бімен
- Прюїтт Тейлор Вінс — Отець Генессі
- Гевін Россдейл — Бальтазар
- Тільда Свінтон — Гебріел
- Петер Стормаре — Люцифер
- Джессі Рамірез — Сміттяр
- Хосе Зуніга — Детектив Вейс
- Френсіс Гуінан — Отець Гаррет
- Чад Стагелські — демон у лікарні